# علم الخلق
علم الخلق Creation science أو الخلقية العلمية scientific creationism هي حركة علمية انبثقت من نظرية الخلق تحاول استعمال المعاني العلمية لدحض النظريات الزائفة لتاريخ الأرض، وعلم الكون (الكوزمولوجيا) والتطور الحيوي، وتحاول إثبات صحة مقادير الخلق الموجودة في سفر التكوين (عند اليهود أو المسيحيين) أو الموجودة في القرآن (عند المسلمين). إن أكثر مناصري هذه العلوم هم من المسيحيين المتحفظين والأصوليين الموجودين في الولايات المتحدة، الذين يحاولون أن يثبتون العصمة الكتابية  Biblical inerrancy للكتاب المقدس، متحدين بذلك نظرية التطور. أحد المفاهيم الرئيسية في علم الخلق هو فكرة «الخلق من العدم creation ex nihilo»، والتي خُلق منها البشرية وأنواع الحياة الأخرى الموجودة في الأرض كأنواع فريدة من نوعها (أنواعاً ثابتةً باراماينولوجياُ)، ويقولون بأن المتحجرات الموجودة في الطبقات الجيولوجية هي بقايا لكائنات حية كانت تعيش في زمن قديم، وأنها تثبت حدوث الفيضان التاريخي الذي غطا الأرض بالكامل. كما يقولون بأن علم الخلق هو المتحدي العلمي الحقيقي لنظرية التطور، التي يشيرون أنصار علم الخلق إليها بالداروينية أو بالتطور الدارويني.
حتى السبعينات، كانت علوم الخلق تُدرس في المدارس التي يكثر فيها المسيحيين الأصوليين المحافظين والإنجيليين. فأول منهج وأول نص كتب في علم الخلق كانت تركز على مفاهيم التي تشتق من التفسير الحرفي للكتاب المقدس Bible وكانت نظرتها للعلوم الطبيعية دينية جداً وبشكل واضح، كما قاموا بالربط حادثة فيضان نوح -الموجودة في سفر التكوين- بالسجلات الأحفورية  والجيولوجية، وتمت تسميتها بجيولوجيا الفيضان  flood geology. جذبت علم الخلق انتباه المجتمع العلمي والشعبي الوطني والعالمي عندما أفام أتباعها الاعتراضات على تدريس التطور في المدراس العامة وفي الأماكن الأخرى، وقد نجحوا في إقناع بعض اللجان المدرسية والقانونيين بأن علم الخلق تستحق بأن تدرس بجانب التطور الدارويني في المنهج العلمي. كما أن منهج ونصوص علم الخلق المنقحة طُوِّرَت للمدارس العامة والتي حذفت الإشارات الواضحة للنظرية الموجودة في المذهب الإنجيلي واللاهوتي، ودُرِّس علم الخلق في مدارس لويزيانا، وآركانساس، ومناطق أخرى في الولايات المتحدة.في الثمانينات، أنتشرت هذه الحركة حول العالم.
يرى النقاد بأن علم الخلق فشل في تحقيق المعايير الرئيسية للعلم الحقيقي لأنها تفتقر للدعم التجريبي، بالإضافة إلى عدم وجود فرضيات تجريبية على الإطلاق، وأنهم بشرحون التاريخ الطبيعي بالأمور الفوق طبيعية -ماوراء الطبيعة supernatural- التي لا يمكن التحقق منها علمياً أو تجريبياً. انتهى تدريس علم الخلق في المدارس العامة في الولايات المتحدة فعلياً في عام 1987 عندما حكمت المحكمة العليا الأمريكية United States Supreme Court بحظر تدريس علم الخلق في المدارس العامة في لويزيانا، بحجة أنها ليست نظرية علمية قانونية، وذكرت بأن تدريسها الغير دستوري في إدواردز في. أجويلارد كان بسبب غرضها الصادق للارتقاء بالإيمان الديني الخاص.ارهاب دمر و كسر و دشدش و ولع في كنائس المسيح بالزات كنائس اسكندرية منهم كنيسة القديسين مكسيموس و دومديوس بالقوة

## الاعتقادات والنشاطات
أكثر مناصري علم الخلق هم الذين يحملون الاعتقادات المسيحية الأصولية والإنجيلية في الحرفية الكتابية biblical literalism والعصمة الكتابية، وذلك على عكس المسيحية الليبرالية-التحررية الذين يدعمون النقد الأعلى في مناظرات التي بين المحدثين والأصوليين Fundamentalist-Modernist Controversy. على أية حال، يوجد هناك أمثلة أيضاً في نظرية الخلق العلمية الإسلامية واليهودية التي تقر بمقادير الخلق، لكنها تختلف عن بعضها قليلاً على حسب نصوصهم الدينية. يعارض مناصري علم الخلق نظرية التطور في وجود أصل مشترك لجميع الأشياء الحية على الأرض. وبدلاً من ذلك، هم يصرحون بأن حقل علم الأحياء التطوري بنفسه علم زائف.، أو دين  يناقش علماء الخلق النظام الذي يسمى البراماينولوجي baraminology والتي تقول بأن العالم الحي ينحدر من أنواع مخلوقة استثنائياً أو ما يسمى بالبارامينات baramins.

## نبذة تاريخية
بدأ علم الخلق في الستينيات من القرن العشرين باعتباره مجهودًا مسيحيًا أصوليًا في الولايات المتحدة لإثبات عصمة الكتاب المقدس وإبطال الأدلة العلمية للتطور. وقد ازداد منذ ذلك الحين الأتباع الدينيين في الولايات المتحدة، مع انتشار وزارات علوم الخلق في جميع أنحاء العالم. الأفكار الرئيسية في علم الخلق هي: الإيمان بالخلق من العدم، والاقتناع بأن الأرض قد خُلقت خلال 6000-10,000 سنة الماضية، والاعتقاد بأن البشر والحياة الأخرى على الأرض قد خُلقت كأنواع «بارامينية» ثابتة متميزة، و«جيولوجيا الطوفان» أو الفكرة القائلة بأن المستحاثات الموجودة في الطبقات الجيولوجية قد ترسبت أثناء الفيضان الكارثي الذي غطى الأرض بالكامل. نتيجة لذلك، يتحدى الخلقيون أيضًا القياسات الجيولوجية والفيزيائية الفلكية لعمر الأرض والكون إلى جانب تاريخ الكون العظيم، والتي يعتقد الخلقيون أنها لا يمكن التوفيق بينها وبين الرواية الواردة في كتاب التكوين. غالبًا ما يشير مؤيدو علم الخلق إلى نظرية التطور باسم «الداروينية» أو «التطور الدارويني».
ركزت نصوص ومناهج علم الخلق التي ظهرت لأول مرة في الستينيات من القرن العشرين على المفاهيم المشتقة من التفسير الحرفي للكتاب المقدس وكانت ذات طبيعة دينية صريحة، وبالأخص الإشارة طوفان نوح في كتاب التكوين التوراتي كتفسير للسجل الجيولوجي والأحفوري. بقي الاهتمام بهذه الأعمال مقتصرًا على من هم داخل المدارس وداخل التجمعات الأساسية المحافظة والإنجيلية المسيحية حتى السبعينات من القرن العشرين، عندما تحدى أتباعها تدريس التطور في المدارس العامة وغيرها من الأماكن في الولايات المتحدة، مما لفت انتباه الجمهور العام والمجتمع العلمي. واقتنع العديد من مجالس المدارس والمشرعين بإدراج تدريس علوم الخلق جنبًا إلى جنب مع التطور في مناهج العلوم. نُقحت نصوص ومناهج علوم الخلق المستخدمة في الكنائس والمدارس المسيحية لإزالة المراجع الكتابية واللاهوتية، وأدخِلت نسخ أقل تعصبًا لتعليم علوم الخلق في المدارس العامة في لويزيانا، وأركنساس، ومناطق أخرى في الولايات المتحدة.
وجد الحكم الصادر في عام 1982 في قضية ماكلين ضد أركنساس أن علم الخلق فشل في تلبية الخصائص الأساسية للعلم وأن هدفه الرئيسي هو تقديم وجهة نظر دينية معينة. انتهى تدريس علوم الخلق في المدارس العامة في الولايات المتحدة فعليًا في عام 1987 بعد قرار المحكمة العليا للولايات المتحدة في قضية إدواردز ضد أغويلارد. أكدت المحكمة أن القانون الذي اشترط تدريس علم الخلق جنبًا إلى جنب مع التطور عند تدريس التطور في مدارس لويزيانا العامة كان مخالفًا للدستور لأن هدفه الحقيقي الوحيد هو تعزيز معتقد ديني معين.
استجابة لهذا الحكم، عُدلت مسودات الكتاب المدرسي للعلوم الخلقية من الباندا والناس لتغيير مراجع الخلق إلى التصميم الذكي قبل نشره في عام 1989. روجت حركة التصميم الذكي لهذا الإصدار. وقد تبين أن اشتراط تدريس التصميم الذكي في فصول العلوم في المدارس العامة غير دستوري في قضية المحكمة الفيدرالية في قضية كيتسميلر ضد مدارس منطقة دوفر في عام 2005.